# Râul Gearanta
Râul Gearanta este un curs de apă, afluent al râului Vedea. 